# Lot (flod)

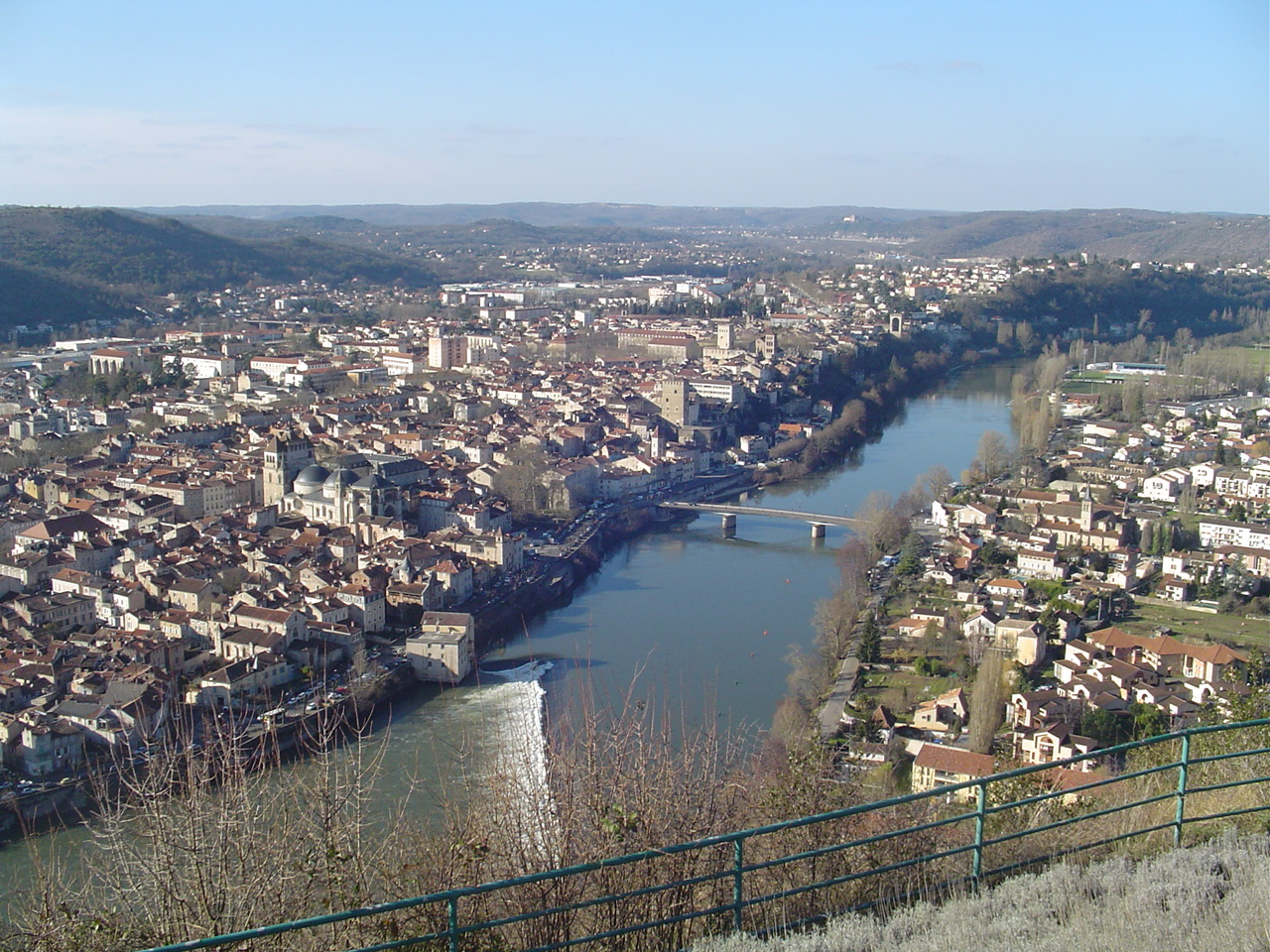
Lot vid Cahors

Lot är en biflod till Garonne i södra Frankrike.
Lot upprinner på Montagne de Lozère i Cevennerna och flyter med starkt slingrande lopp åt väster och mynnar i Garonne vid Aiguillon. Dess längd är 480 kilometer varav 295 kilometer segelbar.